# Syvänsaari (ö i Norra Savolax, Norra Savolax, lat 63,48, long 26,24)
Syvänsaari är en ö i Finland. Den ligger i sjön Koivujärvi och i kommunen Kiuruvesi i den ekonomiska regionen  Övre Savolax ekonomiska region  och landskapet Norra Savolax, i den centrala delen av landet, 400 km norr om huvudstaden Helsingfors. Öns area är 34,7 hektar och dess största längd är 1,3 kilometer i sydöst-nordvästlig riktning.